# カルロス・パボン
カルロス・パボン（西: Carlos Pavon、1973年10月9日 - ）は、サッカーホンジュラス代表の歴代最多得点記録を保持している元サッカー選手である。

## 経歴
1993年、ホンジュラス国内のクラブチーム、レアル・エスパーニャにてプロキャリアをスタートさせる。その後はメキシコ、スペイン、イタリア、アメリカ合衆国などの様々なリーグでプレーする。セリエAやリーガ・エスパニョーラでのプレー経験もある。2009年より、レアル・エスパーニャにてプレーしていたが、2010年、ワールドカップ出場後にヘルニアの影響により退団した。治療に専念することが発表され、選手としてのキャリアを再開するかはしばらく不明であったが、2010年12月、国内のラジオ番組にて怪我が非常に深刻であることを明かし、キャリアを終えることを発表した。現在はヘルニアの治療を続けつつ、指導者となるべく勉強に励んでいる模様。今後は指導者としてサッカー界に戻ってくることが期待されている。長年の活躍により、ホンジュラス国内では絶大な人気を誇る。

### ホンジュラス代表
1993年7月17日のアメリカ戦において代表デビュー。その後は15年以上アマド・ゲバラと共に代表を支え続け、1982 FIFAワールドカップ以来となる同国のワールドカップ出場を夢見ていた。代表では常にストライカーの役割を担い、試合によっては主将を任せられることもあった。
2007 CONCACAFゴールドカップではキューバ代表との試合で一人で4得点をあげた(試合は5-0でホンジュラスの勝利)。この大会では得点王になるなど、北中米・カリブ地区屈指のストライカーとされる。
またメキシコ代表との相性が非常に良く、2002 FIFAワールドカップ最終予選ではメキシコ相手にハットトリックを達成した（3－1でホンジュラスの勝利）。
2008年北京五輪に出場した代表チームに、オーバーエイジ枠として参加した。
2010年には自身の最終予選での大活躍もあり、念願のFIFAワールドカップ出場を果たした（後述）。予選での活躍が評価され、36歳にして2009年度ホンジュラス最優秀選手賞を受賞した。（受賞は2度目，1度目は2000年度）
2010 FIFAワールドカップ終了後、代表引退を表明。長い間追い求めたワールドカップ出場という夢を叶え、17年にわたる長き代表のキャリアに幕を下ろした。
代表通算102試合出場57得点を記録、歴代ホンジュラス代表最多得点記録保持者である。

## FIFA W杯
ワールドカップ予選へは1998年、2002年、2006年、2010年と4度参加し、通算34試合25得点を記録している。個人としては十分な結果を出し続けていたが、ワールドカップへはなかなか辿り付く事はできなかった。
しかし2010年南アフリカW杯予選では最終予選から代表に復帰し、復帰直後のトリニダード・トバゴ戦にて得点を挙げるなど9試合7得点と活躍、チーム得点王となり、28年ぶりとなる本大会出場に大きく貢献した。
スペイン、チリ、スイスと同じグループHに入った本大会では、厳しい戦いが予想される中チームの鍵を握り、年齢的に最後と考えられている世界の大舞台での活躍が期待されていた。しかし、予選でコンビを組んでいたカルロ・コストリーがメンバー発表直前に所属クラブで骨折、ゲームメーカーのフリオ・セサル・レオンが初戦のチリ戦前日に負傷で大会離脱・予備登録選手と入れ替え、「ホンジュラスの怪人」と呼ばれるダビド・スアソが大会期間中を通して故障に悩まされるなど主力が揃わず、自身は初戦のチリ戦に先発出場したものの、周囲との連携、コンビネーション不足もあり、前線で孤立するシーンが目立ち、目立った動きを披露することなく後半に途中交代となった。自身も万全のコンディションとは言えず（既にヘルニアの影響が出ていたものと思われる）、その後の2試合に出場機会は得られず、国内では「ホンジュラス史上最強」と言われていたチームともども実力を発揮できたとは言い難く、1分け2敗のグループ最下位で大会を去ることになった。

## エピソード
- ホンジュラス代表は、2010年南アフリカW杯への北中米・カリブ地区最後の切符をめぐり、コスタリカ代表と最終節（ホンジュラスは対エルサルバドル、コスタリカは対アメリカ）まで熾烈な争いを繰り広げていた（アメリカとメキシコは既に本大会出場が確定、北中米・カリブ地区の出場枠は3.5枠、4位は南米地区5位とのプレーオフに回る）。ホンジュラスは勝利した上でコスタリカが引き分け以下ならば出場権獲得という不利な状況にあった。試合は前半を終えた時点でホンジュラスはエルサルバドルと0-0、コスタリカはアメリカを2-0でリードしていた。後半パボンのゴールでリードを奪ったホンジュラスは1-0でエルサルバドルを下した。ホンジュラスの選手たちはプレーオフを覚悟していたが、そこへコスタリカが2-2の引き分けで試合を終えたという情報が届いた。勝ち点で並んだ両チームだが得失点差でホンジュラスが上回り、北中米・カリブ地区の最後の切符はホンジュラスが獲得した。パボンは両手で「2-2?」と何度も確認し、自分と同じく長い間代表として戦い続けてきたゲバラと抱き合い、涙を流した。ちなみにその後コスタリカは、南米地区5位のウルグアイとのプレーオフに破れW杯出場を逃した。
- 2002年に日本代表と対戦した際に来日し、2得点をあげた（試合は3-3の引き分け）。[1]
- 国際サッカー歴史統計連盟による調査で2009年度世界得点ランキング第5位に輝いた。（1位は日本代表の岡崎慎司）[2]
- 2010年南アフリカW杯最終予選第三節のメキシコ戦にて、胸トラップからボレーシュートを決めたが、このゴールはFIFA認定の地区予選ベスト10ゴールの6位にランクインした。
- 代表戦では腕にホンジュラスのカラーを模した青と白のリストバンドを着用している。
- ホンジュラス国内では人気であり、ユニセフや飲料のCMに起用されている。

## 所属クラブ
- レアル・エスパーニャ 1993
- デポルティーボ・トルーカFC 1994-1995
- サン・ルイスFC 1995-1996
- レアル・バリャドリード 1995-1996
- コレカミノスUAT（英語版） 1996-1997
- クルブ・ネカクサ 1997-1998
- アトレティコ・セラージャ（英語版） 1998-2000
- モナルカス・モレリア 2000-2001
- ウディネーゼ・カルチョ 2001-2002
- SSCナポリ 2001-2003（loan）
- レアル・エスパーニャ 2003
- モナルカス・モレリア 2004
- デポルティーボ・カリ 2004
- クルス・アスル 2005
- コムニカシオネスFC 2005-2006
- レアル・エスパーニャ 2006-2007
- ロサンゼルス・ギャラクシー 2007
- レアル・エスパーニャ 2008-2009
- クルブ・ネカクサ 2009
- レアル・エスパーニャ 2009-2010

## 代表歴

### 出場大会
- ホンジュラス代表
  - 2010 FIFAワールドカップ

### 試合数
- 国際Aマッチ 102試合 58得点（1993年-2010年）[3]

| ホンジュラス代表 | 国際Aマッチ | 国際Aマッチ |
| 年               | 出場        | 得点        |
| ---------------- | ----------- | ----------- |
| 1993             | 1           | 0           |
| 1994             | 2           | 0           |
| 1995             | 4           | 3           |
| 1996             | 17          | 6           |
| 1997             | 0           | 0           |
| 1998             | 3           | 1           |
| 1999             | 7           | 4           |
| 2000             | 13          | 14          |
| 2001             | 12          | 9           |
| 2002             | 1           | 2           |
| 2003             | 0           | 0           |
| 2004             | 11          | 2           |
| 2005             | 0           | 0           |
| 2006             | 0           | 0           |
| 2007             | 7           | 7           |
| 2008             | 0           | 0           |
| 2009             | 17          | 9           |
| 2010             | 7           | 1           |
| 通算             | 102         | 58          |